# Camponotus augustei
Camponotus augustei é uma espécie de inseto do gênero Camponotus, pertencente à família Formicidae.